# Novi Salî, Cerneahiv
Novi Salî (în ucraineană Нові Сали) este un sat în comuna Salî din raionul Cerneahiv, regiunea Jîtomîr, Ucraina.

## Demografie
Componența lingvistică a localității Novi Salî
     Ucraineană (99,06%)
     Alte limbi (0,94%)
Conform recensământului din 2001, majoritatea populației localității Novi Salî era vorbitoare de ucraineană (99,06%), existând în minoritate și vorbitori de alte limbi.